# Eduard Sturm (Politiker, 1845)
Eduard Johann Adam Sturm (* 14. Juni 1845 in Rüdesheim am Rhein; † 30. September 1920 ebenda) war ein deutscher Gutsbesitzer und Winzer sowie Mitglied des Provinziallandtages der Provinz Hessen-Nassau.

## Leben
Eduard Sturm wurde als Sohn des Weinhändlers Johann Baptist Sturm (1809–1869) und dessen Ehefrau Anna Maria Hardt (1816–1881) geboren.
Nach einer kaufmännischen und landwirtschaftlichen (önologischen) Ausbildung, die ihn auch in den väterlichen Weinanbau und Weinhandel brachte, übernahm er 1869 nach dessen Tod gemeinsam mit seinen beiden Brüdern den Betrieb. Dabei war er für die Kellerei zuständig. Die drei Geschwistern entwickelten den Betrieb zu einem der größten Weinbauunternehmen im Rheingau. Geschäftssitz war die Boosenburg, die ihr Vater Mitte des 19. Jahrhunderts von den Grafen von Schönborn-Wiesentheid erworben hatte.

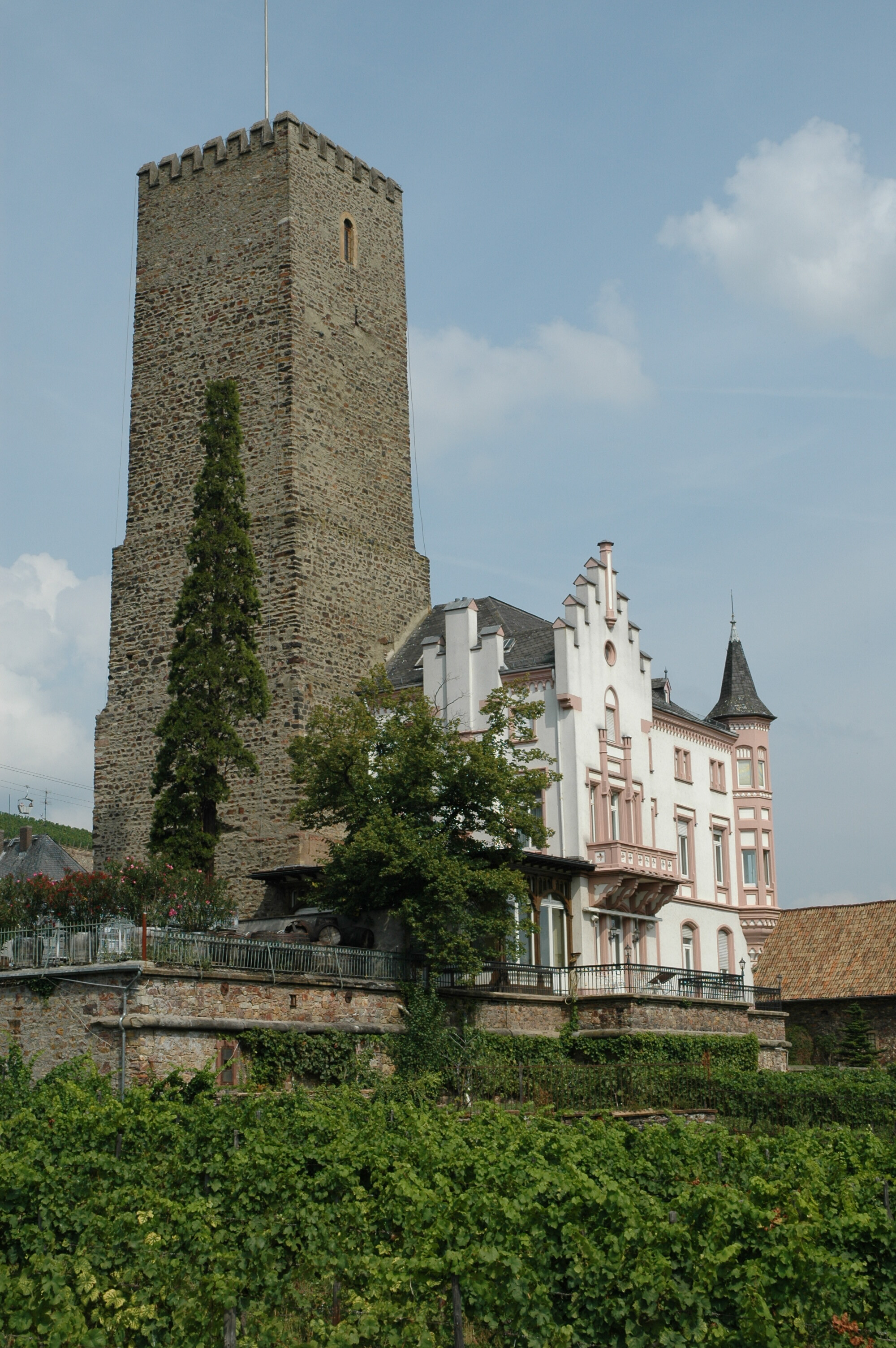
Boosenburg bei Rüdesheim am Rhein, Firmensitz der Gebrüder Sturm

In den Jahren von 1886 bis 1913 hatte er ein Mandat für den Nassauischen Kommunallandtag des preußischen Regierungsbezirks Wiesbaden bzw. für den Provinziallandtag der Provinz Hessen-Nassau, wo er Mitglied des Rechnungsprüfungs-, Beamten- und Eingabeausschusses war.
Von 1886 bis 1916/1917 hatte er einen Sitz im Kreisausschuss des Rheingaukreises.
In der Zeit des Ersten Weltkrieges zog er sich gesundheitlichen Gründen aus dem Geschäftsleben und auch von den politischen Aktivitäten zurück.
Er lebte fortan als Rentner.

### Familie
Am 19. Juni 1873 schloss er in Rüdesheim die Ehe mit Katharina Schlotter (1853–1918).

### Öffentliche Ämter
- stellvertretendes Mitglied des Steuerausschusses der Gewerbesteuerklasse  für den Regierungsbezirk Wiesbaden
- Beirat der Nassauischen Landesbank und der Nassauischen Sparkasse